# Pseudechiniscus jiroveci
Pseudechiniscus jiroveci är en djurart som tillhör fylumet trögkrypare, och som beskrevs av Bartos 1963. Pseudechiniscus jiroveci ingår i släktet Pseudechiniscus och familjen Echiniscidae. Inga underarter finns listade i Catalogue of Life.